# Дыняк, Никита Сергеевич
Дыня́к Ники́та Серге́евич (род. 6 августа 1997, Санкт-Петербург, Россия) — российский хоккеист, левый крайний нападающий клуба КХЛ «Ак Барс». Мастер спорта России (2024).

## Карьера
Никита Дыняк родился 6 августа 1997 года в Санкт-Петербурге, где и начал заниматься хоккеем. В 2014 году нападающий попал в состав клуба НМХЛ «СКА-Варяги», за который сыграл один сезон и набрал 24 (12+12) очка за 58 матчей. На следующий год нападающим заинтересовался молодёжный хоккейный клуб «Динамо» из Санкт-Петербурга. Так, сезон 2015/16 стал для игрока дебютным на уровне МХЛ, он сыграл 37 матчей, набрал 10 (6+4) очков и стал одним из лидеров по показателю штрафных минут — 103.
В ноябре 2019 года Дыняк привлёк внимание казанского «Ак Барса» и был обменян на нападающего Даниила Лапина и денежную компенсацию. Игрок подписал двусторонний трёхлетний контракт с клубом. Дебютировал в КХЛ нападающий уже 22 ноября в матче против «Барыса». В первом же матче Дыняк забросил шайбу и отдал три голевые передачи, чем оформил ассистентский хет-трик. В декабре 2020 года в СМИ появилось недовольство к игроку из-за его малой результативности.

## Стиль игры
Дыняк является силовым и оборонительным форвардом с высоким ростом. Такие показатели позволяют ему играть в физический и жёсткий хоккей и обыгрывать соперника за счёт упорства. Благодаря своей качественной игре в обороне ему зачастую удаётся останавливать атаки противоположной команды и контратаковать. Некоторые журналисты и эксперты сравнивают его стиль игры со стилем финского нападающего Леонида Комарова, который играл в силовой хоккей, дрался, но при этом был результативным нападающим.

## Достижения

### Командные
- Серебряный призёр Кубка Гагарина: 2023

### Личные
- Мастер спорта России (2024)[1]